# العلاقات السيشلية الغواتيمالية
العلاقات السيشلية الغواتيمالية هي العلاقات الثنائية التي تجمع بين سيشل وغواتيمالا.

## مقارنة بين البلدين
هذه مقارنة عامة ومرجعية للدولتين:
| وجه المقارنة                                              | سيشل                                                | غواتيمالا       |
| --------------------------------------------------------- | --------------------------------------------------- | --------------- |
| المساحة (كم2)                                             | 459                                                 | 108.89 ألف      |
| عدد السكان (نسمة)                                         | 95.84 ألف                                           | 17.26 مليون     |
| الكثافة السكانية (ن./كم²)                                 | 20.88 ألف                                           | 158.51          |
| العاصمة                                                   | فيكتوريا                                            | غواتيمالا       |
| اللغة الرسمية                                             | لغة فرنسية، لغة إنجليزية، اللغة الكريولية السيشيلية | اللغة الإسبانية |
| العملة                                                    | روبية سيشلية                                        | كتزال غواتيمالي |
| الناتج المحلي الإجمالي (بليون دولار)                      | 1.49 مليار                                          | 75.62 مليار     |
| الناتج المحلي الإجمالي (تعادل القوة الشرائية) بليون دولار | 2.54 مليار                                          | 126.21 مليار    |
| الناتج المحلي الإجمالي الاسمي للفرد دولار أمريكي          | 15.48 ألف                                           | 3.90 ألف        |
| الناتج المحلي الإجمالي للفرد دولار أمريكي                 | 26.42 ألف                                           | 7.45 ألف        |
| مؤشر التنمية البشرية                                      | 0.772                                               | 0.627           |
| رمز المكالمات الدولي                                      | +248                                                | +502            |
| رمز الإنترنت                                              | .sc                                                 | .gt             |
| المنطقة الزمنية                                           | ت ع م+04:00                                         | 00              |

## منظمات دولية مشتركة
يشترك البلدان في عضوية مجموعة من المنظمات الدولية، منها:
| علم المنظمة | اسم المنظمة                               | تاريخ انضمام سيشل | تاريخ انضمام غواتيمالا |
| ----------- | ----------------------------------------- | ----------------- | ---------------------- |
|             | يونسكو                                    | 18 أكتوبر 1976    | 2 يناير 1950           |
|             | وكالة ضمان الاستثمار متعدد الأطراف        | 15 سبتمبر 1992    | 11 يوليو 1996          |
|             | الأمم المتحدة                             | 21 سبتمبر 1976    | 21 نوفمبر 1945         |
|             | الاتحاد البريدي العالمي                   | ?                 | ?                      |
|             | البنك الدولي للإنشاء والتعمير             | 29 سبتمبر 1980    | 28 ديسمبر 1945         |
|             | الاتحاد الدولي للاتصالات                  | 17 سبتمبر 1999    | 10 يوليو 1914          |
|             | منظمة حظر الأسلحة الكيميائية              | 29 أبريل 1997     | ?                      |
|             | مؤسسة التمويل الدولية                     | 11 يونيو 1981     | 20 يوليو 1956          |
|             | المركز الدولي لتسوية المنازعات الاستشارية | 19 أبريل 1978     | 20 فبراير 2003         |
|             | منظمة الشرطة الجنائية الدولية             | 1 سبتمبر 1977     | ?                      |

## وصلات خارجية
- موقع وزارة الخارجية السيشلية
- موقع وزارة الخارجية الغواتيمالية